# Österreichischer Musiktheaterpreis 2019
Der Österreichische Musiktheaterpreis 2019 ist die siebente Verleihung des Österreichischen Musiktheaterpreises. 
Die Verleihung fand am 23. Juni 2019 am Tiroler Landestheater in Innsbruck statt. Am 8. Mai 2019 wurden die Nominierungen bekanntgegeben. Die meisten, in insgesamt acht Kategorien, erhielt das Opernhaus Graz. Sieben Nominierungen erhielt das Landestheater Linz, sechs Nominierungen das Landestheater Innsbruck, fünf die Wiener Volksoper und jeweils drei das Theater an der Wien und die Bühne Baden. Erstmals wurden Produktionen von Festivals berücksichtigt, etwa der Salzburger und der Bregenzer Festspiele.
Der Preis wurde 2019 in 17 Kategorien verliehen. Jeweils drei Auszeichnungen gingen an das Tiroler Landestheater und an die Oper Graz.

## Preisträger und Nominierte

### Beste weibliche Hauptrolle
- Asmik Grigorian – Salome (Salome) – Salzburger Festspiele
  - Jennifer Feinstein – La Gioconda (Laura Adorno) – Tiroler Landestheater
  - Rebecca Nelsen – Marilyn Forever (Marilyn) – Volksoper Wien
  - Bettina Mönch – Grand Hotel (Frieda „Flämmchen“ Flamm) – Bühne Baden

### Beste männliche Hauptrolle
- Pavel Petrov – Eugen Onegin (Lenski) – Oper Graz
  - Attilio Glaser – Werther (Werther) – Stadttheater Klagenfurt
  - Hans Schöpflin – Death in Venice (Gustav von Aschenbach) – Landestheater Linz
  - Florian Boesch – Wozzeck (Wozzeck) – Theater an der Wien

### Beste weibliche Nebenrolle
- Sophia Theodorides – Hoffmanns Erzählungen (Olympia) – Tiroler Landestheater
  - Miina-Liisa Värelä – Die Frau ohne Schatten (Die Frau des Färbers) – Landestheater Linz
  - Dshamilja Kaiser – Beatrice Cenci (Lucrezia) – Bregenzer Festspiele

### Beste männliche Nebenrolle
- Stefan Cerny – Wozzeck (Doktor) – Theater an der Wien
  - Ivan Oreščanin – Maria de Buenos Aires (Ein Sänger) – Oper Graz
  - Jakob Semotan – Chicago (Amos Hart) – Musikfestival Steyr

### Beste Gesamtproduktion Oper
- Die Frau ohne Schatten – Landestheater Linz
  - Der Konsul – Tiroler Landestheater
  - Ariane et Barbe-Bleue – Oper Graz

### Beste Gesamtproduktion Operette
- Der Vetter aus Dingsda  – Tiroler Landestheater
  - Eine Nacht in Venedig – Oper Graz
  - Gräfin Mariza – Seefestspiele Mörbisch

### Beste Gesamtproduktion Musical
- Ragtime – Oper Graz
  - Grand Hotel – Bühne Baden
  - Carousel – Volksoper Wien
  - I Am from Austria – Vereinigte Bühnen Wien

### Beste Gesamtproduktion Ballett
- Roméo et Juliette (Berlioz/Bombana) – Volksoper Wien
  - Die lautlose Welt der Anne Frank – Tiroler Landestheater
  - Music for a While – Landestheater Linz

### Beste musikalische Leitung
- Lorenzo Viotti – Werther – Stadttheater Klagenfurt
  - Markus Poschner – Die Frau ohne Schatten – Landestheater Linz
  - Andrea Sanguineti – Il trovatore – Oper Graz
  - Franz Welser-Möst – Salome und Lear – Salzburger Festspiele

### Beste Regie
- Karl Markovics – Das Jagdgewehr – Bregenzer Festspiele
  - Nadja Loschky – Ariane et Barbe-Bleue – Oper Graz
  - Hermann Schneider – Die Frau ohne Schatten – Landestheater Linz

### Beste Ausstattung
- Stefanie Seitz – Cardillac – Salzburger Landestheater
- David Fielding – Der Besuch der alten Dame – Theater an der Wien
- Katrin Connan (Bühne) und Katharina Tasch (Kostüme) – Beatrice Cenci – Bregenzer Festspiele
- Stephan Prattes (Bühne), Uta Loher und Conny Lüders (Kostüme) – I Am from Austria – Vereinigte Bühnen Wien

### Beste Nachwuchskünstlerin
- Sonja Šarić – Il trovatore (Leonora) – Oper Graz
  - Lisa Habermann – Gypsy (Louise) – Volksoper Wien
  - Ilia Staple – Così fan tutte (Despina) – Landestheater Linz
  - Valerie Luksch – Anatevka (Chava) – Operettensommer Kufstein

### Bester Nachwuchskünstler
- Unnsteinn Árnason – Der Konsul (Mr. Kofner) – Tiroler Landestheater
  - Nicolas Huart – Grand Hotel (Erik / Rezeptionist) – Bühne Baden
  - Maximilian Klakow – Gypsy (L.A.) – Volksoper Wien

### Lebenswerk
- René Kollo

### Medienpreis-Sonderpreis
- Herbert Lippert[6]

### Bestes Orchester/Bester Chor (alternierend)
- Bühnenorchester der Wiener Staatsoper[6]

### Off-Theaterpreis
- Oper rund um – Die Entführung aus dem Serail
  - Teatro Barroco (Intendanz Bernd R. Bienert) – L’isola disabitata (Metastasio/Haydn)
  - Neue Oper Wien – A Quiet Place